# Sinam-guyŏk
Sinam-guyŏk är ett grannskap i Nordkorea.   Det ligger i provinsen Hambuk, i den nordöstra delen av landet, 500 km nordost om huvudstaden Pyongyang.